# Tilapia brevimanus
„Tilapia“ brevimanus ist eine westafrikanische Buntbarschart, die in den Unter- und Mittelläufe verschiedener westafrikanischer Flüsse von Guinea-Bissau (Geba und Rio Corubal) bis Liberia (Grand Cess River) lebt und möglicherweise auch in der Elfenbeinküste vorkommt.

## Merkmale
„Tilapia“ brevimanus ist eine relativ schlanke Buntbarschart mit einer Maximallänge von 25 cm und einer Körperhöhe von 32 bis 46 % der Standardlänge. Die Stirnlinie ist steil, das Stirnprofil bei adulten Exemplaren etwas konkav. Die Zähne der äußeren Zahnreihen sind zweispitzig und spatenförmig. Das Schwanzende schließt gerade ab.
Die Fische sind graugrün bis silbrig gelb gefärbt und zeigen auf ihren Körperseiten acht oder neun senkrechte, dunkle Streifen und stimmungsabhängig auch zwei dunkle Längsstreifen. Letzteres tritt vor allem bei brutpflegenden Exemplaren auf. Manchmal ist auch eine Mischung beider Streifenmuster sichtbar oder die Tiere sind einfarbig und streifenlos. Ältere Exemplare bekommen einen gelben bis bronzefarbenen Bauch. Die Flossen sind dunkelgrau und durchscheinend, die der Weibchen zeichnungslos, Rücken- und Afterflosse der Männchen zeigen bläuliche Streifen und Punkte, die Schwanzflosse kann rot gepunktet sein. Die unpaaren Flossen besitzen einen schmalen roten Saum. Die Vorderkanten von Bauchflossen und Afterflosse sind schwarz.
- Flossenformel: Dorsale XV–XVII/11–14, Anale III/8–10.

## Systematik
Die Art wurde 1911 durch den belgisch-britischen Zoologen George Albert Boulenger beschrieben. Bei einer Revision der substratlaichenden Tilapiini durch deutsche Wissenschaftler wurde eine nahe Verwandtschaft von „Tilapia“ brevimanus und von zwei weiteren „Tilapia“-Arten mit der in Stromschnellen vorkommenden Buntbarschgattung Gobiocichla festgestellt und ein neuer Tribus für die Gattung Gobiocichla und ihre nächsten Verwandten eingeführt, die Gobiocichlini. Bis für die unmittelbaren Verwandten von Gobiocichla ein neuer Gattungsname eingeführt wird, verbleiben sie aber in ihren alten Gattungen.